# Ian Mariano
Ian Mariano (Tamuning, 7 ottobre 1990) è un calciatore statunitense, centrocampista del Rovers e della nazionale guamana.

## Carriera

### Club
Ha giocato nella massima serie filippina.

### Nazionale
Nel 2007 ha esordito in nazionale.

## Statistiche

### Cronologia presenze e reti in nazionale
| Cronologia completa delle presenze e delle reti in nazionale ― Guam | Cronologia completa delle presenze e delle reti in nazionale ― Guam | Cronologia completa delle presenze e delle reti in nazionale ― Guam | Cronologia completa delle presenze e delle reti in nazionale ― Guam | Cronologia completa delle presenze e delle reti in nazionale ― Guam | Cronologia completa delle presenze e delle reti in nazionale ― Guam | Cronologia completa delle presenze e delle reti in nazionale ― Guam | Cronologia completa delle presenze e delle reti in nazionale ― Guam |
| Data                                                                | Città                                                               | In casa                                                             | Risultato                                                           | Ospiti                                                              | Competizione                                                        | Reti                                                                | Note                                                                |
| ------------------------------------------------------------------- | ------------------------------------------------------------------- | ------------------------------------------------------------------- | ------------------------------------------------------------------- | ------------------------------------------------------------------- | ------------------------------------------------------------------- | ------------------------------------------------------------------- | ------------------------------------------------------------------- |
| 6-6-2019                                                            | Thimphu                                                             | Bhutan                                                              | 1 – 0                                                               | Guam                                                                | Qual. Mondiali 2022                                                 | -                                                                   | 66’                                                                 |
| 11-6-2019                                                           | Tamuning                                                            | Guam                                                                | 5 – 0                                                               | Bhutan                                                              | Qual. Mondiali 2022                                                 | -                                                                   | 66’                                                                 |
| 5-9-2019                                                            | Dededo                                                              | Guam                                                                | 0 – 1                                                               | Maldive                                                             | Qual. Mondiali 2022                                                 | -                                                                   | 34’                                                                 |
| 10-9-2019                                                           | Tamuning                                                            | Guam                                                                | 1 – 4                                                               | Filippine                                                           | Qual. Mondiali 2022                                                 | -                                                                   | 91’                                                                 |
| Totale                                                              |                                                                     | Presenze                                                            | 4                                                                   |                                                                     | Reti                                                                | 0                                                                   |                                                                     |